# Mijaíl Lariónov
Mijaíl Fiódorovich Lariónov (en ruso: Михаи́л Фёдорович Ларио́нов; Tiráspol, 3 de junio de 1881 - Fontenay-aux-Roses, 10 de mayo de 1964) fue un pintor de la llamada vanguardia rusa, organizador de movimiento pictórico Cola del Burro (1912).
Tras pasar su juventud en Moldavia se trasladó a Moscú donde ingresó en la Escuela de Pintura, Escultura y Arquitectura de Moscú en 1898; allí, dos años después, conoció a Natalia Goncharova, con la que inició una relación de pareja, e hicieron amistad Konstantín Korovin cuando este entró como profesor en dicha escuela en 1902. A partir de 1903, Lariónov se relacionó con Serguéi Diáguilev con motivo de una exposición del trabajo de Charles Rennie Mackintosh. Este círculo de amistades le influirá y acompañará parte de su vida. Así, desde 1906 Lariónov organiza varias exposiciones en las que participa también Goncharova. Ambos están presentes en la Exposición Internacional de Viena en 1907 y en la Der Blaue Reiter (Múnich, en 1912). Inspirados por el Futurismo, en 1913, Lariónov y Goncharova llevan al ámbito ruso el Rayonismo, que algunos críticos consideran la primera escuela rusa original de arte abstracto, donde se mezclaban propuestas cubistas y futuristas, sin anécdota, en pos de una independencia de los valores plásticos «en sí mismos».[cita requerida]
Reclutado en 1914, la Primera Guerra Mundial trucó su actividad y marcó parte de su vida artística.
En 1919, Mijaíl Lariónov y Natalia Goncharova abandonaron la asociación Sota de Diamantes y organizaron su propia exposición con varios simpatizantes; la titulan La Cola del Burro y participan, entre otros, Kazimir Malévich, Tatlin y el recién llegado Marc Chagall. También, junto con Goncharova, dibujaron vestuarios y decorados para las producciones teatrales de Serguéi Diáguilev.
Murió en Francia en 1964, dos años después de la muerte de Goncharova.

## Textos teóricos de Lariónov
Lariónov elaboró un manifiesto que se publicó en 1914.

## Obra
- Ballet fantástico, 1898-1899
- Las mujeres, 1890
- Blue Nude, 1903
- Acacia en la primavera, 1904
- El pavo, 1905
- Los bueyes en reposo, 1906
- El barbero de los oficiales, 1907
- Naturaleza muerta con caléndulas, 1908-1909
- El panadero, 1909
- Los soldados, 1909-1910
- Autorretrato, 1910
- Retrato del poeta Velimir Jlébnikov, 1910
- Retrato de Vladímir Tatlin, 1911
- Avenida Tiráspol (Paisaje de luna), 1911
- Primavera, Verano, Otoño, Invierno (4 cuadros), 1912
- Composición rayista, 1912-1913
- Paisaje rayista, 1913
- Rayismo azul, 1915
- Retrato de Natalia Goncharova, 1915
- creación de equipos y vestuario para el ballet de Rimski-Kórsakov), 1915
- Puesta en escena y vestuario para el ballet "Baba Yagá"), 1915
- Ray White, 1915-1918
- Dos pavos reales, 1915-1920
- La dama del abanico, 1916
- Composición rayista, 1917
- Naturaleza muerta con retrato, 1920
- Desnudo acostado, 1925-1930
- Camarones, 1934

## Galería

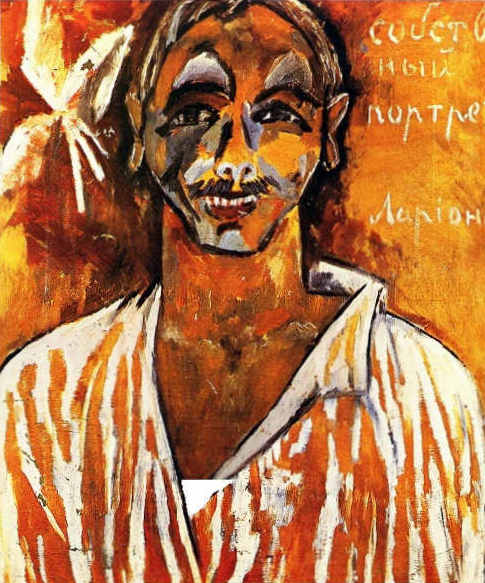
Autorretrato (1910)
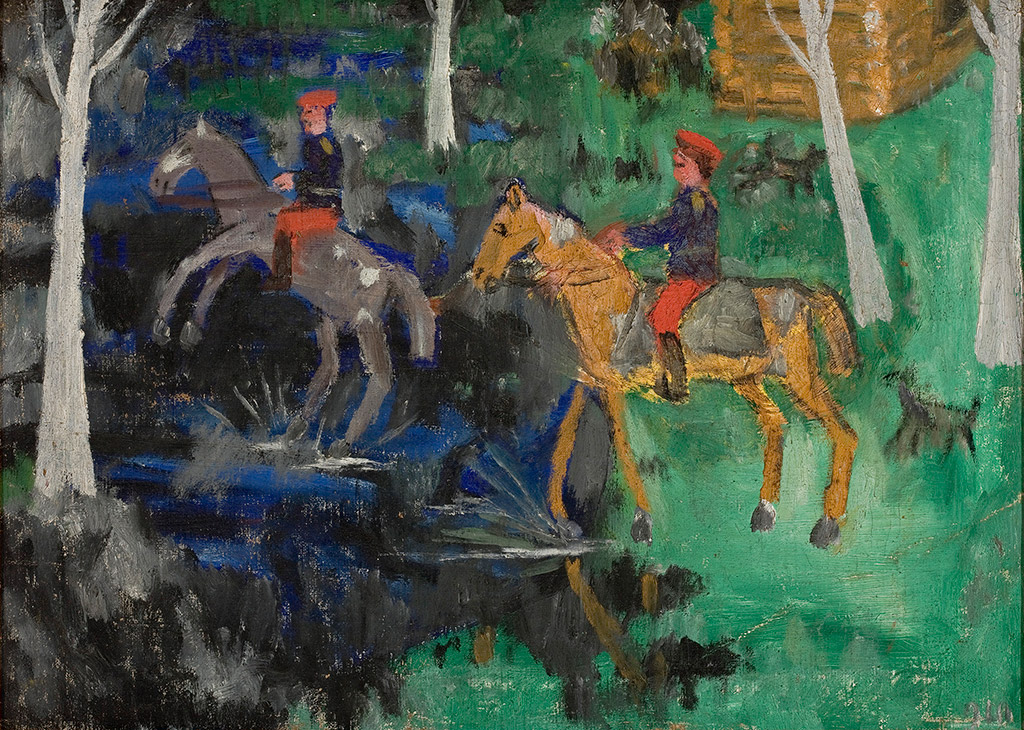
Dois cavaleiros, 1910
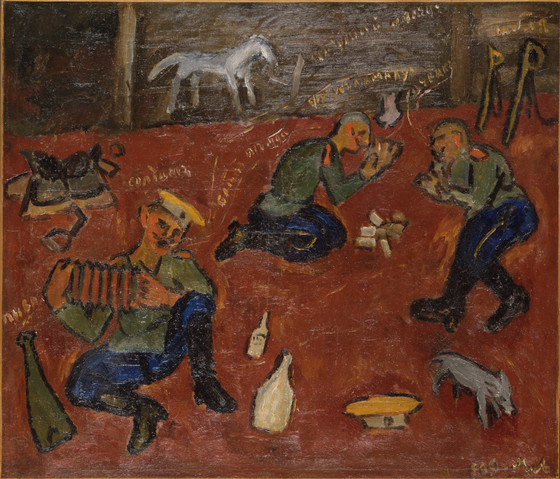
Soldados bailando, 1910
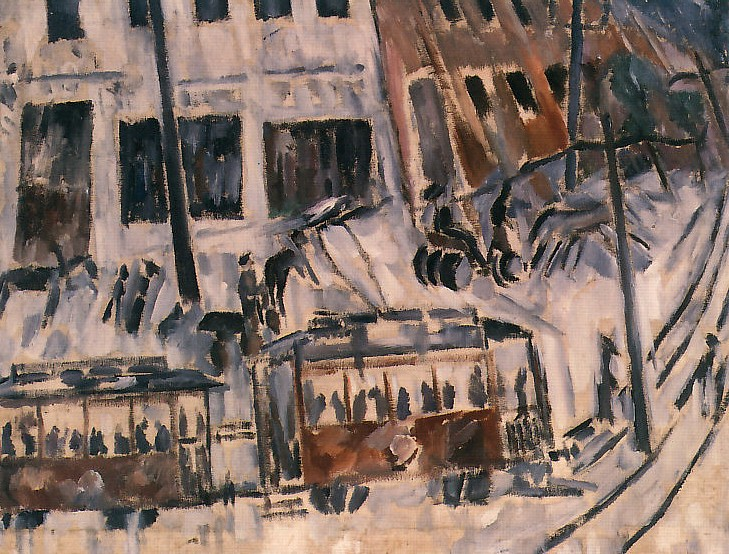
Tranvía, 1911
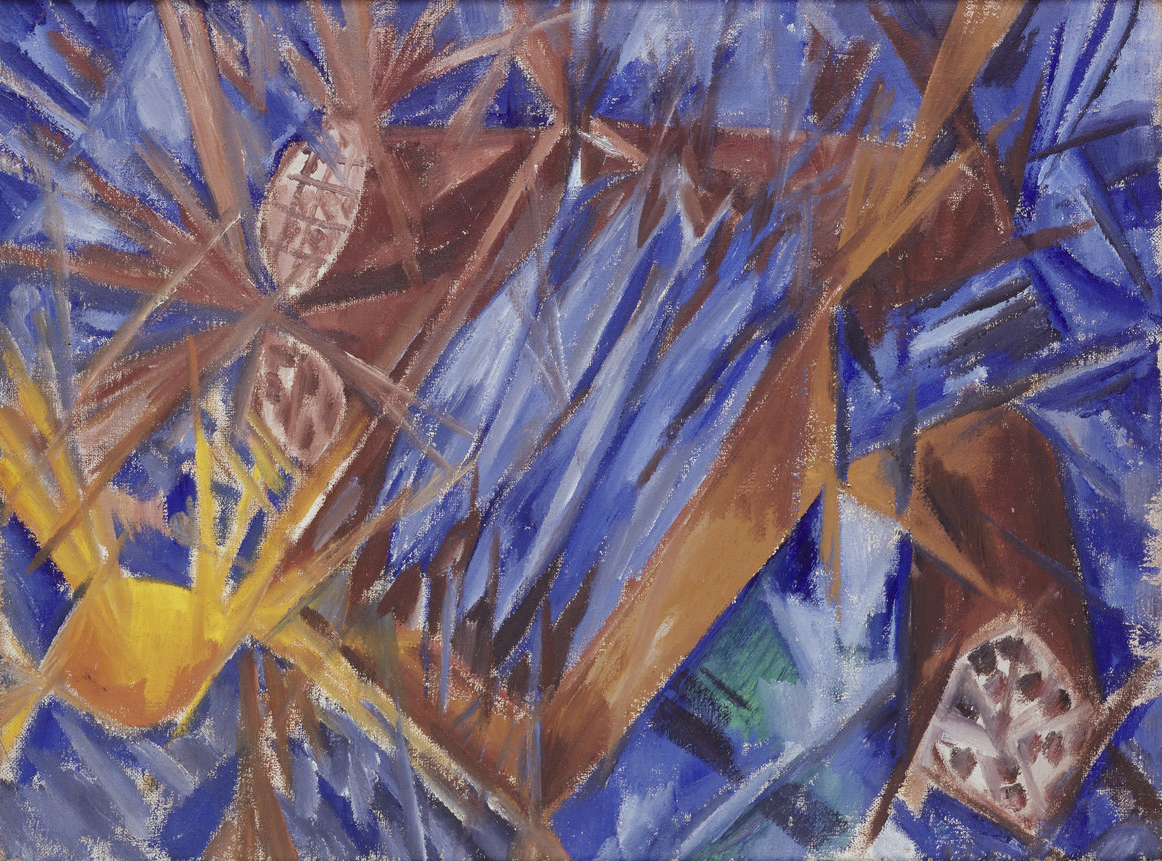
Salchichas Rayonistas y Caballa, 1912
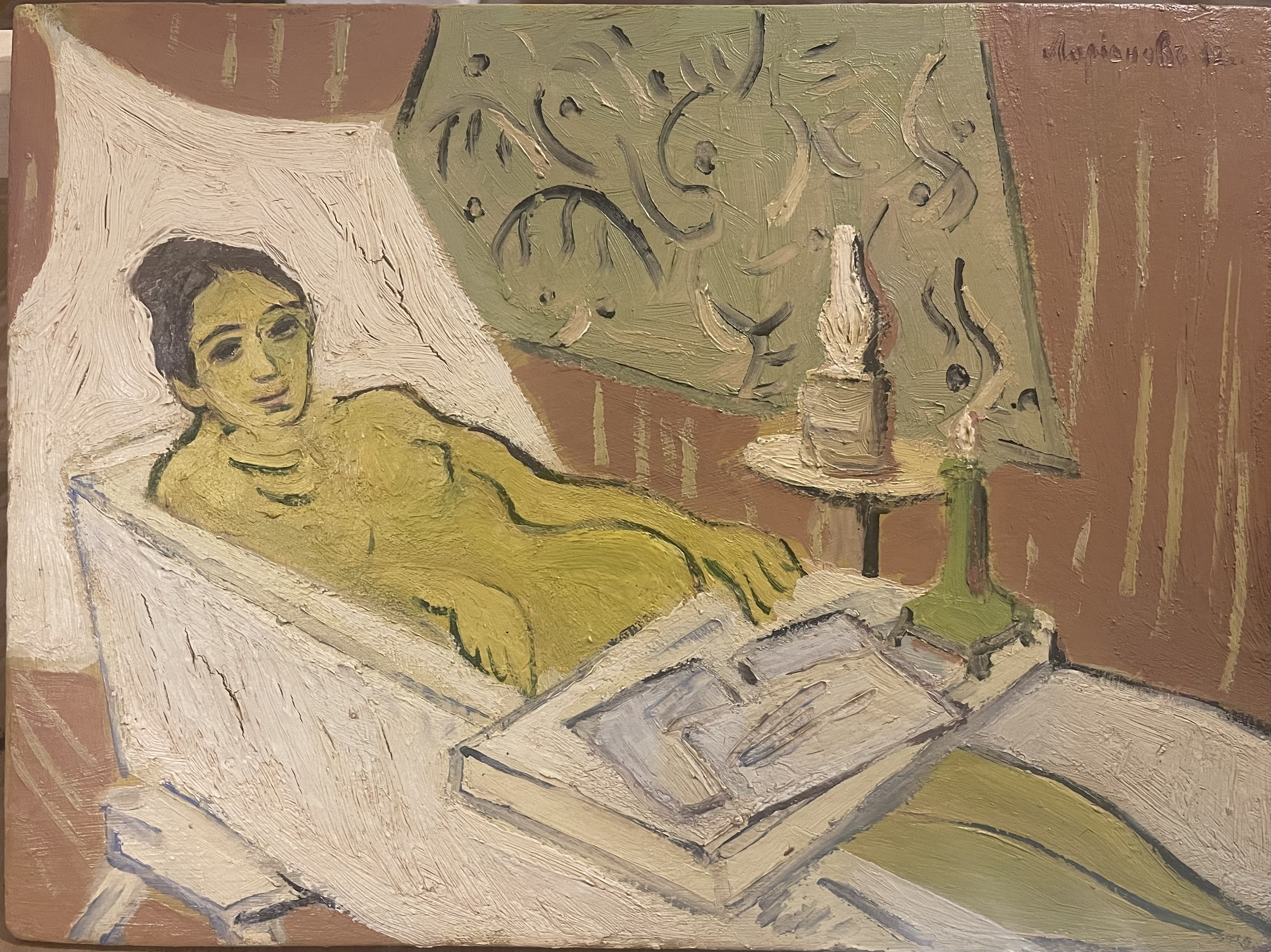
Estudio de la mujer,1912
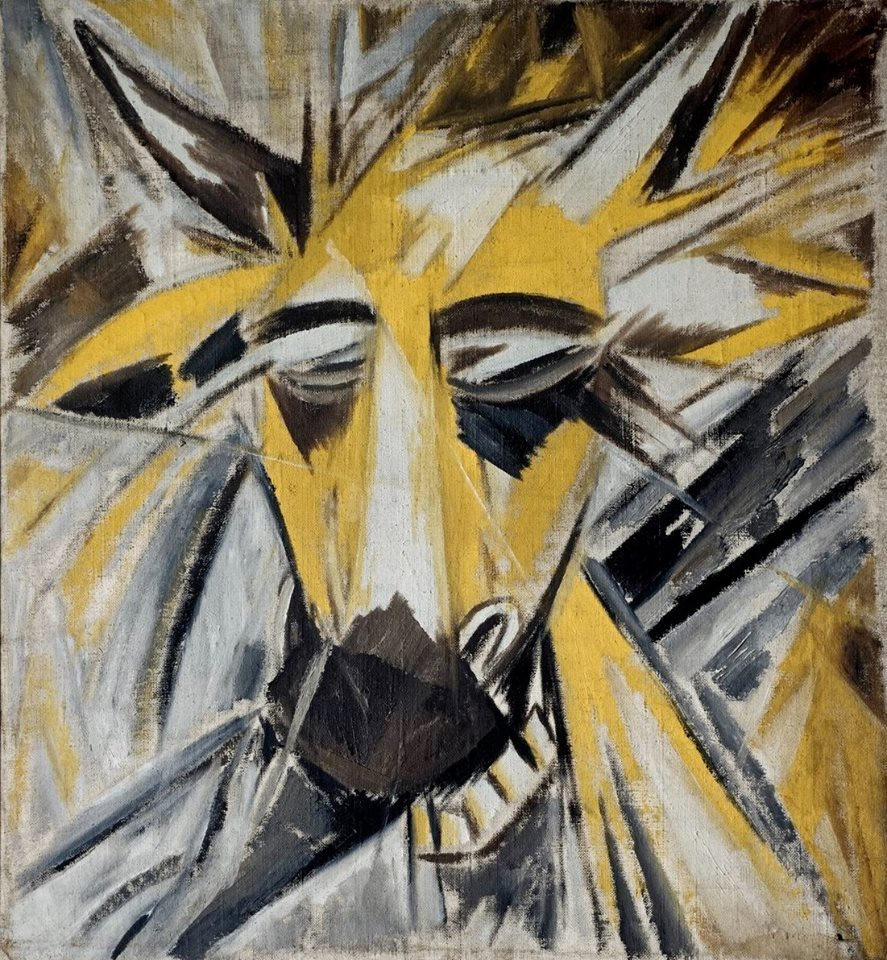
Cabeza de toro, 1913